# Michele dai Carri

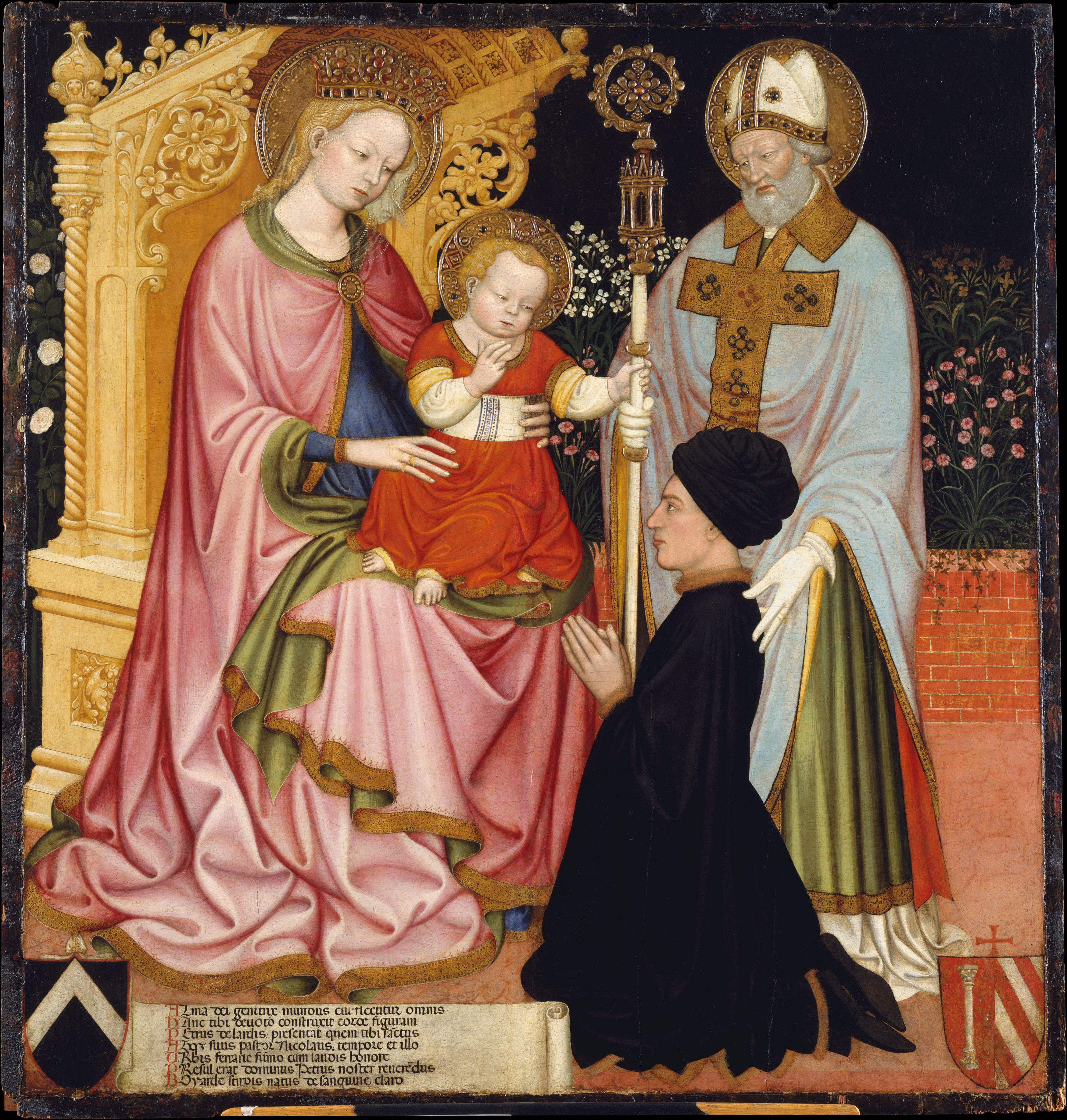
Michele dai Carri (attrib.), Madonna con bambino e Pietro de'Lardi inginocchiato. Opera dipinta durante il vescovato di Pietro Boiardo come da iscrizione in basso, 1420 ca., Metropolitan Museum of Art New York.

Michele dai Carri (Ferrara, ... – Ferrara, 10 febbraio 1440) è stato un pittore italiano della Scuola ferrarese.

## Biografia
Noto anche come Maestro G.Z., era figlio di Jacopo dai Carri e fu un pittore attivo a Ferrara nella prima metà del Quattrocento.

## Opere
- Madonna col Bambino con il donatore, Pietro de' Lardi, presentato da San Nicola, 1420-30c., tempera e oro su tavola, Metropolitan Museum of Art New York[4]
- Trinità, tempera su tavola, 1410-1420, Pinacoteca nazionale, Ferrara[5]
- Storie di San Giovanni Evangelista, affresco staccato, 1420 circa, Pinacoteca nazionale, Ferrara[6]
- Affreschi per la cappella Silvestri, 1407 circa, Cattedrale di San Giorgio, Ferrara[7]